# Ludovico Pavoni
Ludovico Pavoni (Bréscia, 11 de setembro de 1784 – Saiano, 1 de abril de 1849) foi um padre católico romano italiano que administrou em Bréscia, onde vivia. Ele prestava muita atenção às necessidades dos homens e se preocupava com sua educação. Em 1825, fundou sua própria congregação religiosa para auxiliar em sua missão: os Filhos de Maria Imaculada, que veio a ser conhecida também como "Pavonianos".
Pavoni foi beatificado em 14 de abril de 2002 e é o patrono de sua ordem. O segundo milagre necessário para sua canonização recebeu a aprovação oficial do Papa Francisco em 2016; uma data foi determinada em 20 de junho de 2016 em um encontro de cardeais celebrado na Praça de São Pedro em 16 de outubro de 2016.

## Vida

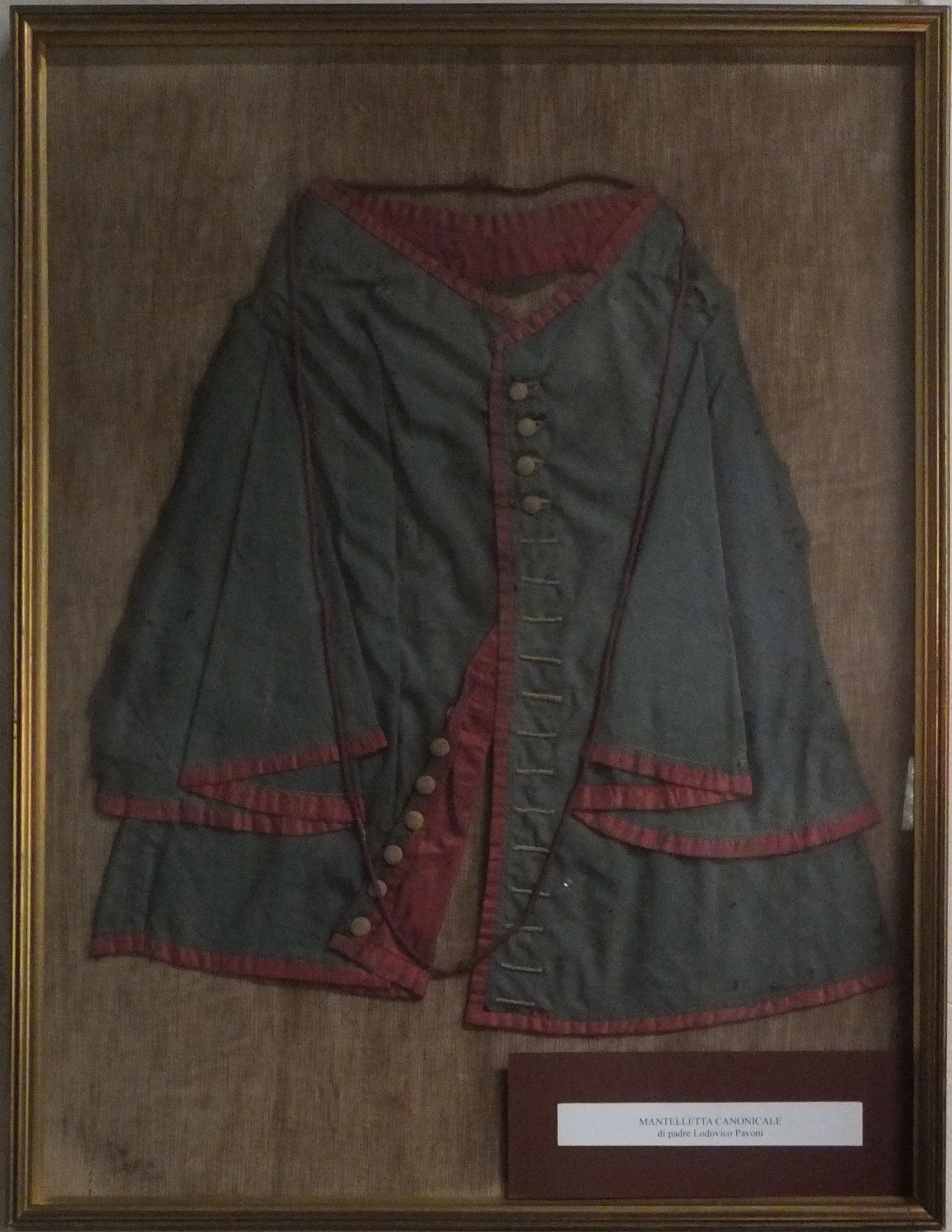
Manto canônico de Pavoni em um museu de Brescia

Ludovico Pavoni nasceu em Brescia em 11 de setembro de 1784 como o primeiro de cinco irmãos de Alessandro Pavoni e Lelia Poncarali.
Pavoni era uma criança brilhante e tinha um grande interesse pelo mundo ao seu redor enquanto respondia aos problemas sociais de sua época. Ele era hábil em pintura e caça e também era bom em passeios a cavalo.
Recebeu sua formação teológica na casa do padre dominicano Carlo Domenico Ferrari - futuro bispo de Bréscia - enquanto sofria uma paralisação nos estudos devido à era napoleônica em que o imperador francês fechava os seminários. Ele foi ordenado ao sacerdócio em 1807. Pavoni foi nomeado assistente do bispo Gabrio Nava em 1812 e nomeado reitor da igreja em 16 de março de 1818 - ele foi designado para a Igreja de São Barnabé.
Em 1818 recebeu autorização para fundar um orfanato e uma escola profissional que em 1821 se transformaria no "Instituto de São Barnabé". Ele decidiu que o primeiro ofício desta escola seria no campo da edição de livros e assim em 1823 criou "A Editora de São Barnabé" - a precursora da atual editora Ancora.
Ele abriu um centro para homens e o expandiu para um albergue em 1821 para seu abrigo e para incluir uma escola para ensiná-los um determinado ofício que incluía programas para instruí-los a serem carpinteiros e ourives, além de ensiná-los a ser ferreiros sapateiros enquanto focando também na fabricação de tintas. Ele estendeu isso para surdos e mudos em 1823. Ele também comprou uma fazenda nessa época para montar uma seção agrícola para a escola.
Pavoni fundou sua própria congregação de padres e irmãos em 1825, conhecida como os Filhos de Maria Imaculada, comumente chamados de "Pavonianos". O Papa Gregório XVI concedeu seu assentimento oficial à presença da congregação em Brescia em 31 de março de 1843, após ter recebido a aprovação de oficiais da Cúria Romana. O imperador da Áustria concedeu consentimento imperial em 9 de dezembro de 1846. Em 8 de dezembro de 1847, ele e os primeiros membros da congregação emitiram a profissão religiosa, após aprovação diocesana e ereção canônica do vice-capitular da Diocese de Brescia Mons. Luchi.
A epidemia de cólera em 1836 o levou a cuidar de suas vítimas e a acolher mais homens. Em 3 de junho de 1844, ele foi condecorado com o título de Cavaleiro da Coroa de Ferro do Imperador da Áustria Ferdinando I.
Em 1849, ele fez o possível para ajudar os cidadãos que estavam no meio de uma epidemia de cólera na época do conflito dos Dez Dias entre a Áustria e Bréscia, onde esta se rebelou contra a primeira. Os austríacos se prepararam para saquear Brescia e assim Pavoni conduziu os homens sob seus cuidados ao noviciado localizado na colina de Saiano.
Pavoni morreu na madrugada de 1 de abril de 1849 em Saiano - Domingo de Ramos - enquanto o conflito durava e Brescia pegava fogo. A ordem que ele estabeleceu recebeu plena aprovação papal do Papa Leão XIII em 24 de setembro de 1882 (e suas constituições em 1897) e passou a inspirar outros padres como Giovanni Bosco e Leonardo Murialdo.
A ordem que Pavoni estabeleceu floresceu em todo o mundo e conta com 210 membros em um total de seis nações, incluindo Espanha e Colômbia. Em 2008, havia 34 casas e das 210 religiosas, 107 eram sacerdotes.

## Santidade

### Processo e beatificação

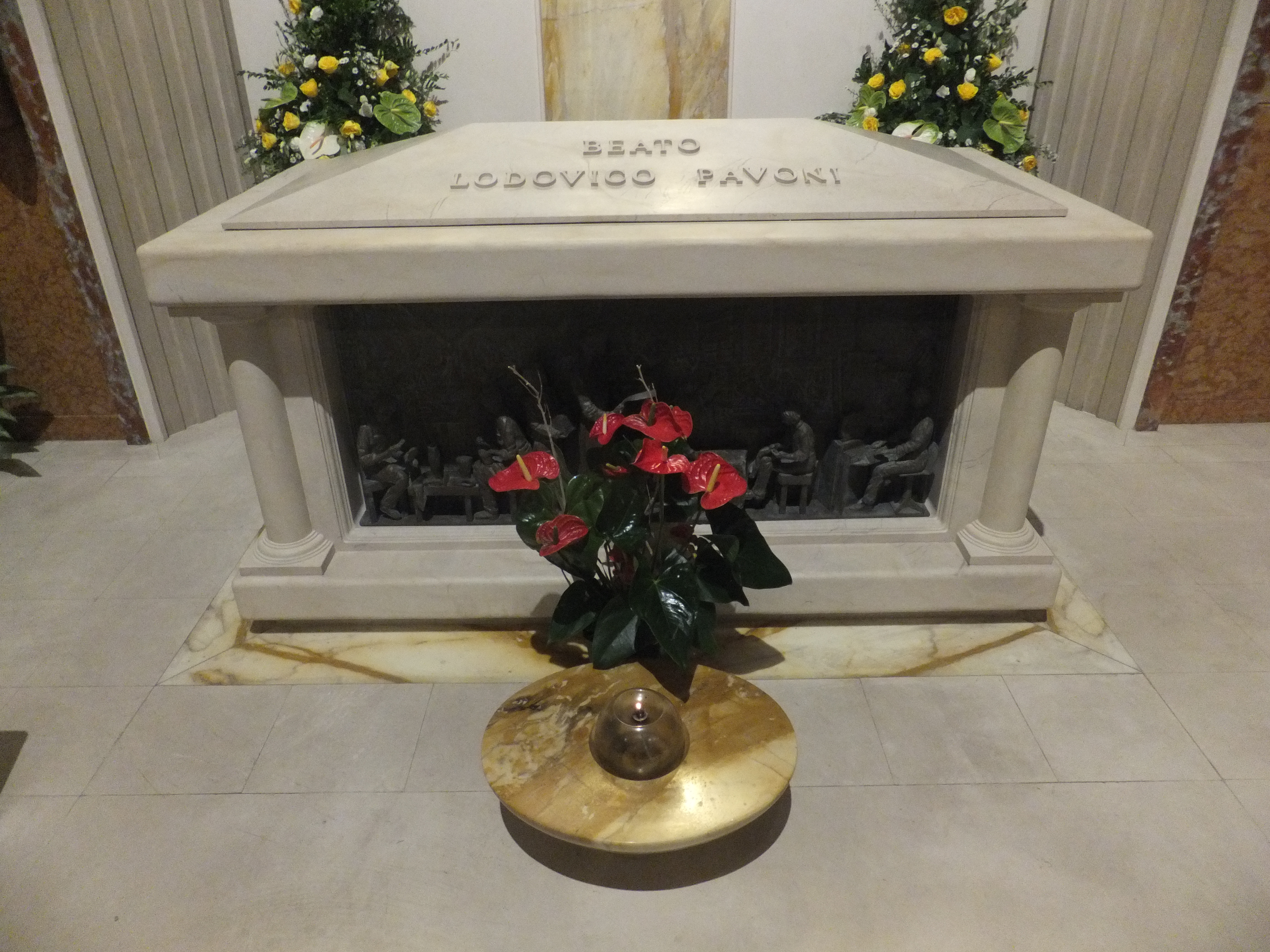
Tumba em Brescia

O processo de beatificação teve início com um processo informativo que teve início em Brescia em 11 de fevereiro de 1908 e encerrou suas atividades em 7 de outubro de 1912; uma equipe de teólogos reuniu seus escritos e declarou que estavam de acordo com a fé em 12 de abril de 1916.
A apresentação formal da causa aconteceu em 12 de março de 1919, depois que o Papa Bento XV tornou Pavoni conhecido como um Servo de Deus: a primeira etapa oficial do processo.
O processo informativo recebeu a validação da Congregação dos Ritos na conclusão de um segundo processo em duas ocasiões em 23 de junho de 1926 e 21 de abril de 1942, enquanto o passava a vários comitês para avaliação posterior.
O Papa Pio XII declarou que Pavoni tinha vivido uma vida cristã modelo de virtude heróica e declarou-o Venerável em 5 de junho de 1947. O decreto promulgado cita Pavoni como sendo o "... outro Filipe Néri ... precursor de Giovanni Bosco ... emulador perfeito de São Giuseppe Cottolengo ".
O milagre a ser investigado para a sua beatificação foi a cura de Maria Stevani, em 1909, que sofria de febre tifóide extrema, vomitava e estava confinada à cama. Ela manteve uma relíquia de Pavoni sob o travesseiro e dormiu profundamente uma noite antes de ser completamente curada de sua doença em um caso considerado milagroso.
Este suposto milagre atribuído à sua intercessão foi investigado em Cremona de 25 de junho de 1925 a 3 de agosto de 1926 e foi ratificado décadas depois em 26 de janeiro de 2001. O conselho médico expressou sua aprovação ao milagre em 7 de junho de 2001, enquanto consultava teólogos também o fez em 26 de outubro de 2001. A Congregação para as Causas dos Santos também aprovou a cura em 4 de dezembro de 2001.
O Papa João Paulo II aprovou a cura como um milagre credível em 20 de dezembro de 2001 e beatificou Pavoni em 14 de abril de 2002.

### Segundo milagre
O segundo milagre que seria usado para sua canonização envolveu a cura em julho de 2009 de Honório Lopes Martins em São Paulo, Brasil. Seu filho Diomar - por ordem de Pavoni - pediu uma corrente de oração a Pavoni por uma cura e seu pai foi curado no final do mês.
O processo diocesano de investigação do alegado milagre foi aberto em 4 de dezembro de 2012 - com o cardeal Odilo Pedro Scherer presidindo sua inauguração - e concluído seus trabalhos em 18 de junho de 2013. Um processo complementar foi aberto em 10 de abril de 2014 e concluído em 26 de agosto de 2014.
A Congregação para as Causas dos Santos validou os processos anteriores em 12 de dezembro de 2014. Um conselho médico aprovou em 10 de março de 2016 com teólogos a seguir em 5 de abril de 2016; a CCS aprovou em 3 de maio de 2016 e passou ao Papa Francisco, que aprovou a cura como um milagre legítimo em 9 de maio de 2016.
A data foi marcada para sua canonização em uma reunião de cardeais em 20 de junho de 2016. Pavoni foi canonizado santo em 16 de outubro de 2016.

### Postulação
Padre Pietro Riva era o postulador da causa na época da canonização.